# TNCA Serie B
El TNCA Serie B era un biplano monomotor de reconocimiento construido en México por los Talleres Nacionales de Construcciones Aeronáuticas.

## Diseño y desarrollo
En 1920, Ángel Lascurain y Osio fue nombrado director de TNCA. Bajo su dirección se construyó un avión basado en el fuselaje del TNCA Serie A, al cual se le hicieron grandes modificaciones como mayor amplitud y la adaptación de un motor radial de 9 cilindros Salmson de 250 HP, al prototipo le fue puesta la matrícula 1-B-72. El primer vuelo de esta aeronave fue realizado el 7 de diciembre de 1920, cubriendo la ruta Balbuena-Pachuca-Balbuena con el Teniente Fernando Proal como piloto y el Coronel Reynaldo Híjar como pasajero. Esta misma aeronave realizó un raid de larga distancia el 7 y el 17 de enero de 1921, cubriendo la ruta México-Veracruz-Tampico-Estación Rodríguez-Ébano-Tampico-San Luis Potosí-México, haciendo un recorrido total de 2,000 kilómetros.
Tras las demostraciones exitosas de este aparato, el gobierno autorizó la construcción de 5 ejemplares más, los cuales eran apodados cariñosamente como “puros”, debido a su amplio fuselaje tubular, el cual era la principal diferencia en comparación con el TNCA Serie A.
4 ejemplares de la Serie B fueron equipados con 2 ametralladoras Thompson calibre 11.43 mm en la cabina trasera, esto debido a su confiabilidad y su capacidad para aterrizar y despegar en terreno poco preparado. Los 6 equipos operaron con la Fuerza Aérea Mexicana en su base de operaciones en Mexicali con el fin de proporcionar apoyo contra contrabandistas.

## Especificaciones
Datos de
Características generales
- Tripulación: 1
- Capacidad: 1 observador/artillero
- Longitud: 7.82 m (25 ft 8 in)
- Envergadura: 12.40 m (40 ft 8 in)
- Altura: 3.10 m (10 ft 2 in)
- Planta motriz: 1 × Salmson 9-AB, 186 kW (250 hp) @ 1700 rpm

Rendimiento
- Velocidad máxima: 129 km/h (70 kn, 80 MPH)
- Velocidad crucero: 105 km/h (57 kn, 65 MPH)
- Techo de vuelo: 6,000 m (20,000 ft)

Armamento
- 2 × Ametralladora Thompson calibre 11.43 mm